# Göde Holding
Die Göde Holding ist eine deutsche Unternehmensgruppe mit Sitz in Waldaschaff. Ihre Geschichte geht auf das 1978 gegründete Versandhandelsunternehmen von Michael Göde zurück. Heute ist die Göde-Gruppe auch in den Bereichen Energie, Dienstleistungen und der Forschung aktiv. Sie zählte laut einem Artikel im Südkurier aus dem Jahr 2006 international zu den größten Anbietern von Gedenkmünzen und Medaillen. Es gab wiederholt Kritik an diesem Geschäft.

## Geschichte

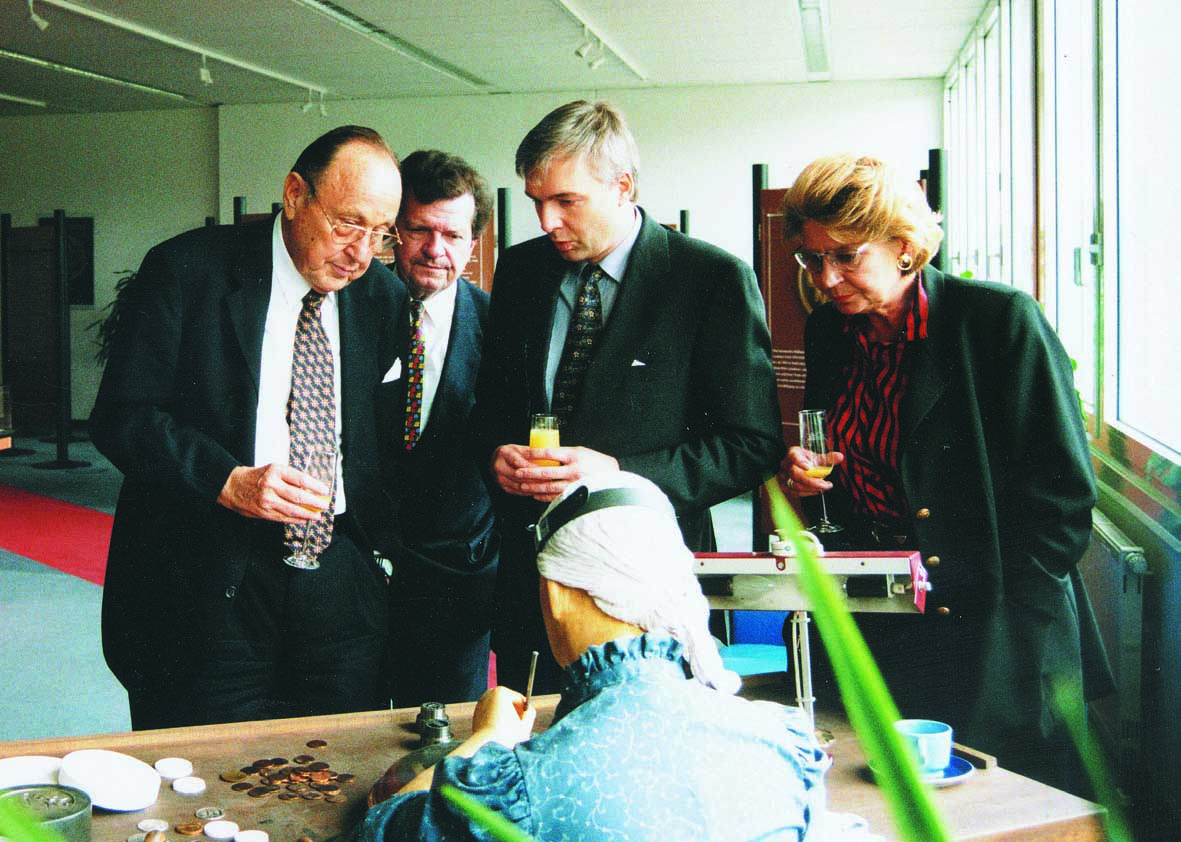
Michael Göde (2. v. r) und Hans-Dietrich Genscher (l.) bei der Eröffnung des Medaillenmuseums

### Gründung als Spezialversand
1978 wurde in Würzburg der Astrophilatelistische Spezialversand Michael Göde gegründet. Anfang der 1980er Jahre erfolgte der Umzug nach Aschaffenburg und die Umfirmierung zum Verlag Michael Göde mit Eintrag im Handelsregister. Dieser spezialisierte sich zunächst auf den Vertrieb von Telefonkarten und Münzen und erweiterte später schrittweise sein Sortiment. Man zielte mit verschiedensten Produkten vor allem auf Sammler. 1985 wurde das Bayerische Münzkontor ins Leben gerufen, das im Vorfeld der Einführung des Euro größere Bekanntheit erreichte. Die Akquise neuer Kunden über Postwurfsendungen rief Kritik hervor.

### Wachstum und Internationalisierung
Ungeachtet dessen verzeichnete das Unternehmen ein stetiges Wachstum, sodass es Anfang der 2000er Jahre bereits zu den größten deutschen Versandhändlern zählte. Um das Angebot für neue Zielgruppen zu öffnen, erwarb Göde unter anderem Lizenzen von Lucasfilm und Walt Disney sowie diversen Bundesliga-Vereinen. Am Betriebssitz in Waldaschaff richtete man ein Medaillenmuseum ein, das wechselnde Sammlungen aufnimmt. Zur Institutionalisierung des gesellschaftlichen Engagements wurde die gemeinnützige Göde-Stiftung ins Leben gerufen. Im Laufe der Jahre entstanden zudem Tochtergesellschaften in den Vereinigten Staaten und mehreren europäischen Ländern, darunter in Großbritannien und der Schweiz. Diese firmieren heute als Windsor Mint respektive Helvetisches Münzkontor.

### Diversifizierung der Unternehmensgruppe
In den 2000er Jahren beschäftigte sich Göde verstärkt mit technologischen Innovationen, die über das angestammte Geschäftsfeld hinausgehen. Ein Beispiel hierfür ist die Gründung des TEC (Technisches Institut für Innovationen). Nach Anfängen im Bereich Photovoltaik brachte man zudem 2007 das Unternehmen Antaris Solar an den Start. Neben der Herstellung von Solarmodulen begann es mit dem Bau und Betrieb von Solaranlagen in mehreren europäischen Ländern, etwa in Italien und Tschechien. 2011 wurde die Göde Holding als neue Dachgesellschaft der Unternehmensgruppe etabliert, um die Vielfalt der Geschäftsfelder auch im Außenauftritt abzubilden.

## Struktur

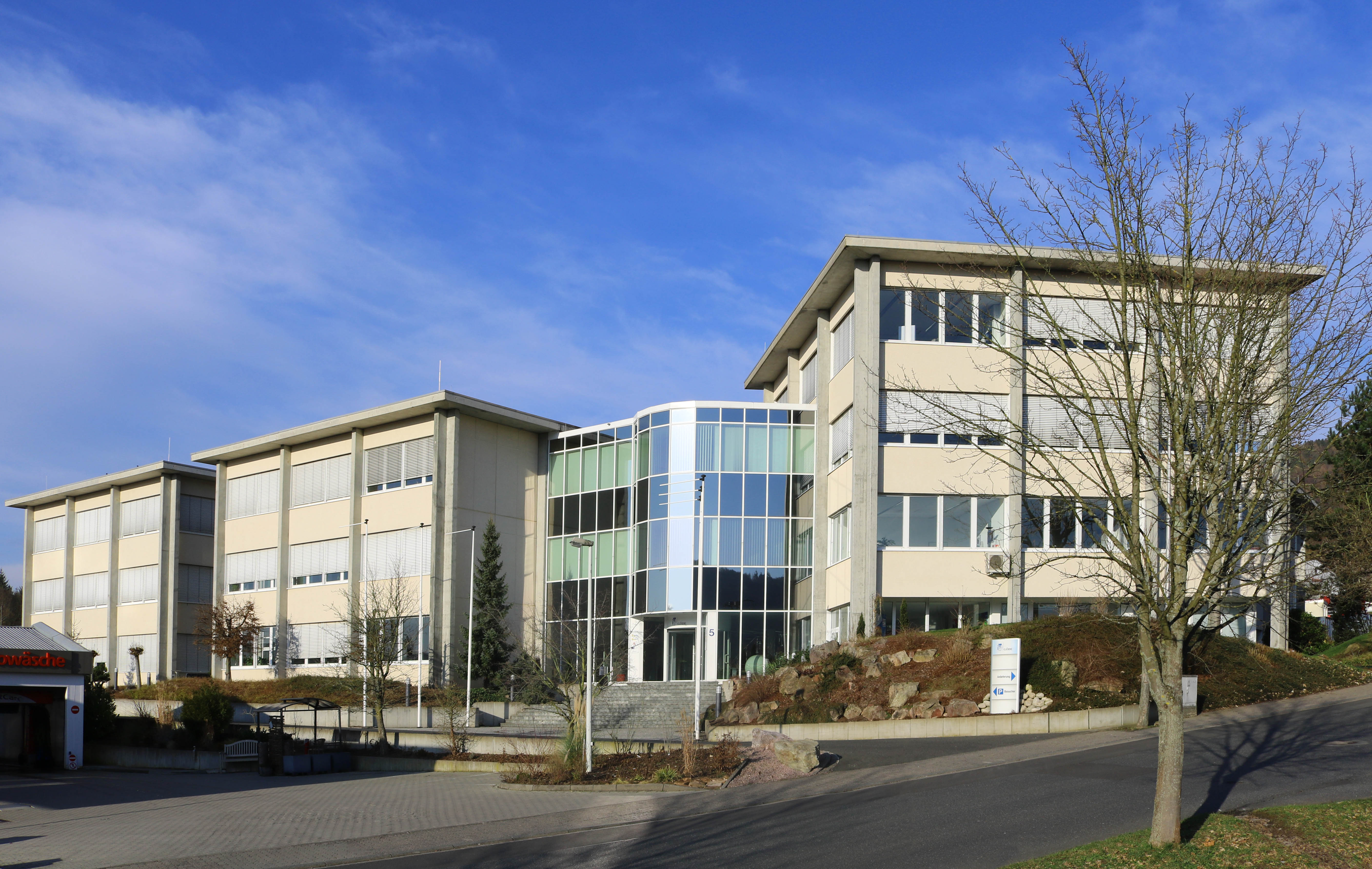
Hauptsitz in Waldaschaff

Als Dachgesellschaft der Göde-Gruppe fungiert eine Holding in der Rechtsform einer Kommanditgesellschaft nach deutschem Recht. Diese wurde im Dezember 2010 ins Handelsregister des Amtsgerichts Aschaffenburg eingetragen. Ihr Gegenstand erstreckt sich auf die Verwaltung eigenen Vermögens sowie die Leitung einer Gruppe von Unternehmen, die in der Herstellung und dem Handel von innovativen technischen Produkten im Bereich regenerativer Energie sowie Briefmarken, Münzen, Medaillen und Sammlerstücken aller Art tätig sind.
Die Geschäftsführung der Holding nimmt eine Verwaltungsgesellschaft in der Rechtsform einer Gesellschaft mit beschränkter Haftung wahr. Michael Göde ist einziger Geschäftsführer der Verwaltungsgesellschaft (Komplementärin) und zugleich einziger Kommanditist der Dachgesellschaft. Er übt die uneingeschränkte strukturelle und operative Kontrolle über die Unternehmensgruppe aus. In Fragen der strategischen Ausrichtung wird Göde durch einen Beirat unterstützt, dem derzeit drei Personen angehören.
Die Göde-Gruppe stellt ihre Abschlüsse nach den Rechnungslegungsvorschriften des deutschen Handelsgesetzbuches auf. Neben den Jahresabschlüssen der Verwaltungs- und Dachgesellschaften wird ein Konzernabschluss für die gesamte Unternehmensgruppe vorgelegt. Im Geschäftsjahr 2017 umfasste der Konsolidierungskreis 26 in- und ausländische Gesellschaften. Diese werden jeweils dem „Versandhandelskonzern“ oder „Solarkonzern“ als Teilkonzern zugeordnet.

## Bereiche
Versand-/Onlinehandel
Die Göde-Gruppe bedient nach eigenen Angaben rund 12 Millionen Kunden weltweit. Ihre Marken sind unter anderem Bayerisches Münzkontor, Helvetisches Münzkontor und Goldkontor sowie Le Comptoir Numismatique, Windsor Mint und American Mint. Unter dem Namen PakSafe wird ein zum Patent angemeldeter Paketbriefkasten für die Haus- und Wohnungstür offeriert.
Energie
Mit diesem Unternehmenszweig bedient die Göde-Gruppe den internationalen Energiemarkt im Bereich Photovoltaik. Ihre Kernmarke ist Antaris Solar.
Dienstleistungen
Zentrale Dienstleistungsaktivitäten der Göde-Gruppe (Informationstechnologie, Marketing, Logistik etc.) sind in der Tochtergesellschaft Taurus zusammengefasst.
Forschung
Mit dem Institut für technische Innovationen, dem Institut für Gravitationsforschung und der Göde-Stiftung ist die Unternehmensgruppe sowohl in der Grundlagen- als auch in der Anwendungsforschung tätig. Zu den wichtigsten Arbeitsbereichen zählen insbesondere die LED-Technologie für Leuchtmittel und der 3D-Druck.

## Trivia
1993 ließ die Göde-Gruppe laut eigenen Angaben als erstes Unternehmen Werbeaufnahmen im Weltraum auf der russischen Raumstation Mir drehen.

## Kritik
Verbraucherschützer und die Arbeiterkammer warfen dem österreichischen Unternehmenszweig 1996 unlautereren Wettbewerb sowie aggressive und irreführende Werbung vor. Um die Jahrtausendwende kritisierten Sachverständige außerdem, der Versandhändler würde Medaillen zu überhöhten Preisen vertreiben. Münzen erweckten durch optische Merkmale einen offiziellen Eindruck, ohne tatsächlich einen amtlichen Kurswert zu haben. In der Folge kam es zu einem Werbeverbot und einer Verkaufsauflage für eine Gedenkmünze, die weit über Wert angeboten wurde. 2007 warnte der Konsumentenschutz in Österreich vor Umfragen, die durch das Österreichische Münzkontor verschickt wurden.
Auch in der Schweiz, wo das Unternehmen unter dem Namen Helvetisches Münzkontor auftritt, erhielten Verbraucher Fragebögen und im Kleingedruckten ist ein Bestelltalon versteckt. Die Schweizer Zeitschrift K-Tipp listet das Unternehmen in einer Hitliste der schwärzesten Schafe 2007.
Das Tochterunternehmen in den USA heißt American Mint LLC, auch dort gibt es Beschwerden über unlautere Geschäftspraktiken. So enthielt die Datenbank Consumer Affairs im Januar 2019 138 Beschwerden. Rechnungen über nicht bestellte Waren und unaufgeforderte regelmäßige Zusendung von Münzen sind auch hier das Problem. Die Plattform Better Business Büro weist im gleichen Jahr sogar 318 Beschwerden auf, hier wird vereinzelt sogar über die Zusendung nie bestellter Waren berichtet.